# Kardiotonikum
Kardiotonikum je povzbuzující léčivo zvyšující sílu stahů srdeční svaloviny, jinými slovy tonikum posilující kontrakce myokardu. Kardiotonika se užívají při léčbě chronických i akutních srdečních selhání a při některých typech arytmií. Účinek tkví v pozitivním ionotropním působení, tedy ve zvýšení koncentrace vápníkových iontů v buňkách srdečního svalu aktivací ionotropních kanálů v membránách buněk. Některé takto působící látky, pokud zároveň srdce nežádoucím způsobem zatěžují, nejsou částí farmaceutů považovány za kardiotonika, takže pojem je nezřídka redukován jen na steroidní kardiotonika, tj. srdeční glykosidy, z nichž se nejčastěji terapeuticky využívá digoxin.

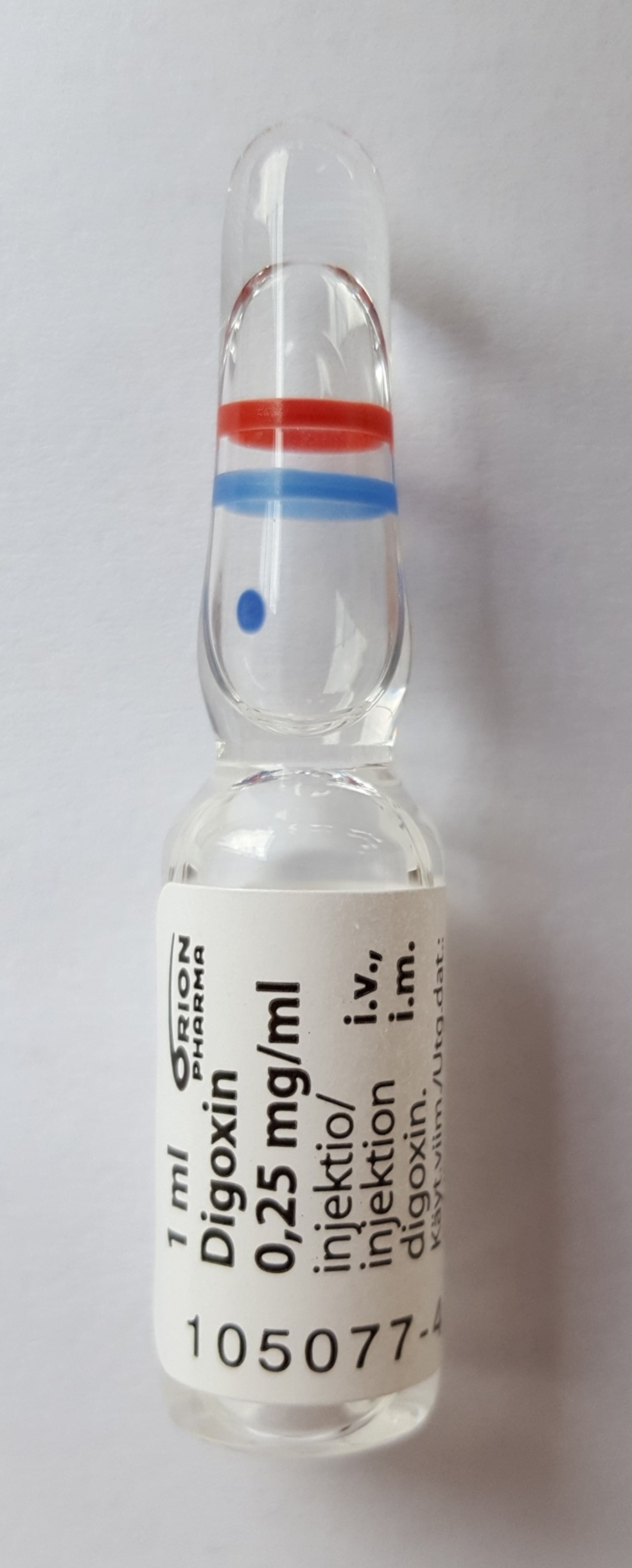
ampule 0,25mg digoxinu

## Ideální kardiotonikum
Kardiotonika se užívají zejména k léčení chronického srdečního selhání. Vzhledem k tomu, že tento syndrom je zvláště u starších lidí velmi frekventovaný a dlouhodobý, jsou požadavky na ideální kardiotonikum poměrně rozsáhlé:
1. zvýšit sílu kontrakce bez zvýšených nároků na energii a kyslík,
2. snížit dotížení (tzv. afterload), tj. úhrnné napětí srdeční svaloviny během kontrakce,
3. zvýšit periferní cirkulaci v končetinách,
4. mít široké terapeutické okno, tedy dostatečný rozdíl mezi dávkou působící terapeuticky a dávkou, která je již toxická,
5. mít nízkou frekvenci nežádoucích vedlejších účinků,
6. nevytvářet interakce s jinými léčivy.[3]

Lékaři dosud nemají k dispozici žádné ideální kardiotonikum, nejvíce se mu však blíží srdeční glykosid digoxin, který dokáže podstatně zlepšit kvalitu života, přičemž ani při dlouhodobém užívání nebyl prokázán negativní vliv na úmrtnost.

## Rozdělení pozitivně inotropních látek
Mezi kardiotonika patří zejména srdeční glykosidy, látky rostlinného původu zvané též digitalis, podle rostliny, v níž byly poprvé nalezeny, náprstníku (rod Digitalis). Kromě srdečních glykosidů mají pozitivně inotropní účinek i jiné látky, vyznačující se však zároveň i srdce zatěžujícími účinky, jako např. zvýšením srdeční frekvence nebo spotřeby kyslíku. Někteří farmaceuti je mezi kardiotonika řadí, jiní nikoliv.
- Srdeční glykosidy – látky, kde se cukerná složka glykosidově váže na aglykon (digoxin, digitoxin, lanatosid C, ouabain, …). Nejvýznamnější je rutinně užívaný digoxin. Jeho nevýhodou je slabší ionotropní účinek a malé rozpětí mezi terapeutickou a toxickou dávkou.[8]
- Sympatomimetika (dopamin, dobutamin, ibopamin, izoprenalin, dopexamin, xamoterol, adrenalin, efedrin, noradrenalin, metoxamin, norefedrin, midodrin, hydroxylamfetamin, angiontensinamid).[9] Působí stimulací receptorů sympatického nervového systému, což může zvyšovat spotřebu kyslíku, frekvenci tepu[6] či riziko arytmií.[10]
- Inhibitory fosfodiesterázy III – bipyridinové deriváty (amrinon, milrinon,[6] enoximon). Používají se pouze při v kritické fázi srdečního selhání, při léčbě chronického srdečního selhání se nepoužívají, protože způsobují zvýšení úmrtnosti.[10]
- Stimulancia kalciových kanálů (pimobendan, levosimendan). Zvyšují citlivost myokardu vůči vápníku, pimobendan navíc inhibuje fosfodiesterázu III. Při léčení chronického srdečního selhání bylo prokázáno zvýšení úmrtnosti.[10]
- Stimulancia adenylcyklázy (forskolin). Používána pouze experimentálně.[10]